# 第45回ゴールデングローブ賞
45th Golden Globe Awards

1988年1月23日
映画賞（ドラマ部門）: 

 ラストエンペラー 
映画賞（ミュージカル・コメディ部門）: 

 戦場の小さな天使たち 
テレビシリーズ賞（ドラマ部門）: 

 L.A.ロー 七人の弁護士 
テレビシリーズ賞（ミュージカル・コメディ部門）: 

 The Golden Girls 
第45回ゴールデングローブ賞（だい45かいゴールデングローブしょう）は、1987年の映画とテレビ番組を対象としており、1988年1月23日に発表された。

## 受賞とノミネート一覧

### 映画

#### 主演男優賞（ドラマ部門）
- マイケル・ダグラス - 『ウォール街』
  - ジョン・ローン - 『ラストエンペラー』
  - ジャック・ニコルソン - 『黄昏に燃えて』
  - ニック・ノルティ - 『ウィーズ』
  - デンゼル・ワシントン - 『遠い夜明け』

#### 主演男優賞（ミュージカル・コメディ部門）
- ロビン・ウィリアムズ - 『グッドモーニング, ベトナム』
  - ニコラス・ケイジ - 『月の輝く夜に』
  - ダニー・デヴィート - 『鬼ママを殺せ』
  - ウィリアム・ハート - 『ブロードキャスト・ニュース』
  - スティーヴ・マーティン - 『愛しのロクサーヌ』
  - パトリック・スウェイジ - 『ダーティ・ダンシング』

#### 主演女優賞（ドラマ部門）
- サリー・カークランド - 『アンナ』
  - レイチェル・チャーガル - 『ギャビー、愛はすべてを越えて』
  - グレン・クローズ - 『危険な情事』
  - フェイ・ダナウェイ - 『バーフライ』
  - バーブラ・ストライサンド - 『ナッツ』

#### 主演女優賞（ミュージカル・コメディ部門）
- シェール - 『月の輝く夜に』
  - ジェニファー・グレイ - 『ダーティ・ダンシング』
  - ホリー・ハンター - 『ブロードキャスト・ニュース』
  - ダイアン・キートン - 『赤ちゃんはトップレディがお好き』
  - ベット・ミドラー - 『うるさい女たち』

#### 監督賞
- ベルナルド・ベルトルッチ - 『ラストエンペラー』
  - リチャード・アッテンボロー - 『遠い夜明け』
  - ジョン・ブアマン - 『戦場の小さな天使たち』
  - ジェームズ・L・ブルックス - 『ブロードキャスト・ニュース』
  - エイドリアン・ライン - 『危険な情事』

#### 外国語映画賞
- 『マイライフ・アズ・ア・ドッグ』 -  スウェーデン
  - 『黒い瞳』 -  イタリア
  - 『さよなら子供たち』 -  フランス
  - 『愛と宿命の泉 PART I/フロレット家のジャン』 -  フランス
  - Monanieba -  ソビエト連邦

#### 作曲賞
- 『ラストエンペラー』 - 坂本龍一、デヴィッド・バーン、蘇聡
  - 『遠い夜明け』 - ジョージ・フェントン、ヨナス・グワングワ
  - 『太陽の帝国』 - ジョン・ウィリアムズ
  - 『ガラスの動物園』 - ヘンリー・マンシーニ
  - 『アンタッチャブル』 - エンニオ・モリコーネ

#### 歌曲賞
- "(I've Had) The Time of My Life" - ジョン・デニコラ（作曲）、ドナルド・マーコウィッツ（作曲）、フランク・プリヴァイト（作詞） - 『ダーティ・ダンシング』
  - "Shakedown"- ハロルド・フォルターメイヤー（作詞）、キース・フォーシイ（作詞）、ボブ・セーガー（作詞） - 『ビバリーヒルズ・コップ2』
  - "Nothing's Gonna Stop Us Now" - アルバート・ハモンド（作曲・作詞）、ダイアン・ウォーレン（作曲・作詞） - 『マネキン人形』
  - "The Secret of My Success" - ジャック・ブレイズ（作曲・作詞）、デヴィッド・フォスター（作曲・作詞）、トム・キーン（作曲・作詞）、マイケル・ランドウ（作曲・作詞） - 『摩天楼はバラ色に』
  - "Who's That Girl" - パトリック・レナード（作曲・作詞）、マドンナ（作曲・作詞） - 『フーズ・ザット・ガール』

#### 作品賞（ドラマ部門）
- 『ラストエンペラー』
  - 『遠い夜明け』
  - 『太陽の帝国』
  - 『危険な情事』
  - 『ラ★バンバ』
  - 『ナッツ』

#### 作品賞（ミュージカル・コメディ部門）
- 『戦場の小さな天使たち』
  - 『赤ちゃんはトップレディがお好き』
  - 『ブロードキャスト・ニュース』
  - 『ダーティ・ダンシング』
  - 『月の輝く夜に』

#### 脚本賞
- 『ラストエンペラー』 - ベルナルド・ベルトルッチ
  - 『ブロードキャスト・ニュース』 - ジェームズ・L・ブルックス
  - 『戦場の小さな天使たち』 - ジョン・ブアマン
  - 『スリル・オブ・ゲーム』 - デヴィッド・マメット
  - 『月の輝く夜に』 - ジョン・パトリック・シャンリィ

#### 助演男優賞
- ショーン・コネリー - 『アンタッチャブル』
  - リチャード・ドレイファス - 『ナッツ』
  - R・リー・アーメイ - 『フルメタル・ジャケット』
  - モーガン・フリーマン - 『NYストリート・スマート』
  - ロブ・ロウ - 『スクエアダンス』

#### 助演女優賞
- オリンピア・デュカキス - 『月の輝く夜に』
  - ノルマ・アレアンドロ - 『ギャビー、愛はすべてを越えて』
  - アン・アーチャー - 『危険な情事』
  - アン・ラムジー - 『鬼ママを殺せ』
  - ヴァネッサ・レッドグレイヴ - 『プリック・アップ』

### テレビ

#### 主演男優賞（ドラマ部門）
- リチャード・カイリー - A Year in the Life
  - ハリー・ハムリン - 『L.A.ロー 七人の弁護士』
  - トム・セレック - 『私立探偵マグナム』
  - マイケル・タッカー - 『L.A.ロー 七人の弁護士』
  - エドワード・ウッドワード - 『ザ・シークレット・ハンター』

#### 主演男優賞（ミュージカル・コメディ部門）
- ダブニー・コールマン - The Slap Maxwell Story
  - マイケル・J・フォックス - 『ファミリータイズ』
  - ジョン・リッター - Hooperman
  - アラン・シック - 『愉快なシーバー家』
  - ブルース・ウィリス - 『こちらブルームーン探偵社』

#### 主演男優賞（ミニシリーズ・テレビ映画部門）
- ランディ・クエイド - LBJ: The Early Years
  - アラン・アーキン - 『脱走戦線』
  - マーク・ハーモン - After the Promise
  - ジャック・レモン - Long Day's Journey Into Night
  - ジャド・ネルソン - 『ビリオネア・クラブ』
  - ジェームズ・ウッズ - 『MIA/戦闘後行方不明』

#### 主演女優賞（ドラマ部門）
- スーザン・デイ - 『L.A.ロー 七人の弁護士』
  - ジル・アイケンベリー - 『L.A.ロー 七人の弁護士』
  - リンダ・ハミルトン - 『美女と野獣』
  - シャロン・グレス - 『女刑事キャグニー&レイシー』
  - アンジェラ・ランズベリー - 『ジェシカおばさんの事件簿』

#### 主演女優賞（ミュージカル・コメディ部門）
- トレイシー・ウルマン - The Tracey Ullman Show
  - ビアトリス・アーサー - The Golden Girls
  - ルー・マクラナハン - The Golden Girls
  - シビル・シェパード - 『こちらブルームーン探偵社』
  - ベティ・ホワイト - The Golden Girls

#### 主演女優賞（ミニシリーズ・テレビ映画部門）
- ジーナ・ローランズ - The Betty Ford Story
  - アン＝マーグレット - 『グレンヴィル家の秘密』
  - ファラ・フォーセット - 『プア・リトル・リッチ・ガール』
  - シャーリー・マクレーン - 『アウト・オン・ア・リム/自分探しの旅』
  - ラクエル・ウェルチ - Right to Die

#### 作品賞（ドラマ部門）
- 『L.A.ロー 七人の弁護士』
  - 『美女と野獣』
  - 『ジェシカおばさんの事件簿』
  - 『セント・エルスウェア』
  - 『ナイスサーティーズ』
  - A Year in the Life

#### 作品賞（ミュージカル・コメディ部門）
- The Golden Girls
  - 『チアーズ』
  - 『ファミリータイズ』
  - Frank's Place
  - Hooperman
  - 『こちらブルームーン探偵社』

#### 作品賞（ミニシリーズ・テレビ映画部門）
- 『脱走戦線』
- 『プア・リトル・リッチ・ガール』
  - 『別れの時』
  - After the Promise
  - Echoes in the Darkness

#### 助演男優賞
- ルトガー・ハウアー - 『脱走戦線』
  - カーク・キャメロン - 『愉快なシーバー家』
  - ダブニー・コールマン - 『殺人容疑』
  - ジョン・ヒラーマン - 『私立探偵マグナム』
  - ジョン・ラロケット - Night Court
  - ブライアン・マクナマラ - 『ビリオネア・クラブ』
  - アラン・レイキンズ - 『L.A.ロー 七人の弁護士』
  - ゴードン・トムソン - 『ダイナスティ』

#### 助演女優賞
- クローデット・コルベール - 『グレンヴィル家の秘密』
  - アリス・ビーズレー - 『こちらブルームーン探偵社』
  - ジュリア・ダフィ - Newhart
  - クリスティーン・ラーティ - 『アメリカ』
  - リー・パールマン - 『チアーズ』